# Amandava amandava
Il bengalino comune o bengalino moscato (Amandava amandava Linnaeus, 1758) è un uccello passeriforme della famiglia degli Estrildidi.
Non bisogna confondere questi uccelli col diamante mandarino, spesso erroneamente denominato anch'esso "bengalino" e non strettamente imparentato con questa specie.

## Tassonomia
Inizialmente ascritta al genere Estrilda da Delacour, questa specie è stata spostata assieme ad altre due in un proprio genere, Amandava, in seguito ad esami biochimici, morfologici e comportamentali.
Se ne riconoscono tre sottospecie:
- Amandava amandava amandava, la sottospecie nominale, diffusa nel subcontinente indiano dal Pakistan al Bengala;
- Amandava amandava flavidiventris Wallace, 1864, diffusa in Cina meridionale, nel Sud-est asiatico e nelle piccole Isole della Sonda[7];
- Amandava amandava punicea Horsfield, 1821, diffusa in Indocina oltre che su Giava e Bali[8][9][10];

In passato, se ne riconosceva una quarta sottospecie, Amandava amandava decouxi, endemica della Cambogia ed attualmente accorpata ala sottospecie punicea.

## Distribuzione e habitat

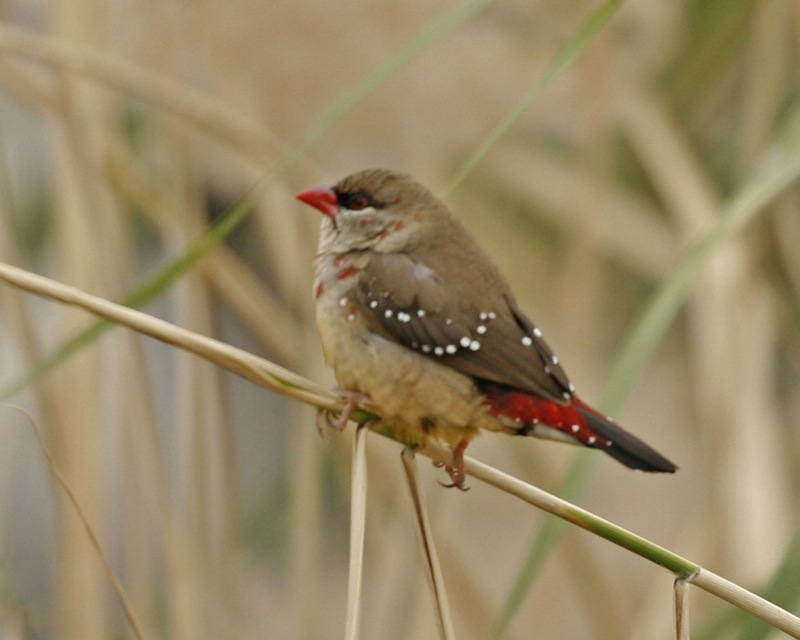
Maschio subadulto di bengalino nei pressi di Elefantina, in Egitto, dove la specie è stata introdotta.

Il bengalino moscato occupa un areale piuttosto ampio, che spazia dal Pakistan all'Indonesia attraverso tutto il subcontinente indiano ed il sud-est asiatico, spingendosi a nord fino alle pendici dell'Himalaya e allo Yunnan.

La specie è stata inoltre introdotta in numerose aree, dove si è ambientata con successo formando popolazioni stabili: Borneo, Figi, Porto Rico, Hawaii, Egitto, nelle Piccole Antille. In Europa si ha notizia di coppie riproduttrici di questi uccelli in Spagna meridionale nel 1978, in Italia (dove sono state segnalate delle colonie nelle province di Pisa, Pistoia e Lucca a partire dal 1983) ed in Portogallo a partire dal 1990.
L'habitat d'elezione del bengalino comune è rappresentato dalle aree pianeggianti a copertura erbosa e con presenza di macchie alberate o cespugliosa, oltre che di una o più fonti d'acqua dolce permanente nelle vicinanze: questi uccelli dimostrano di non temere eccessivamente l'uomo, e colonizzano senza problemi anche le aree coltivate, le periferie dei villaggi, i parchi ed i giardini urbani.

## Descrizione

### Dimensioni
Misura circa 9–10 cm di lunghezza, con il maschio che a parità d'età è leggermente più grande rispetto alla femmina.
à===Aspetto===

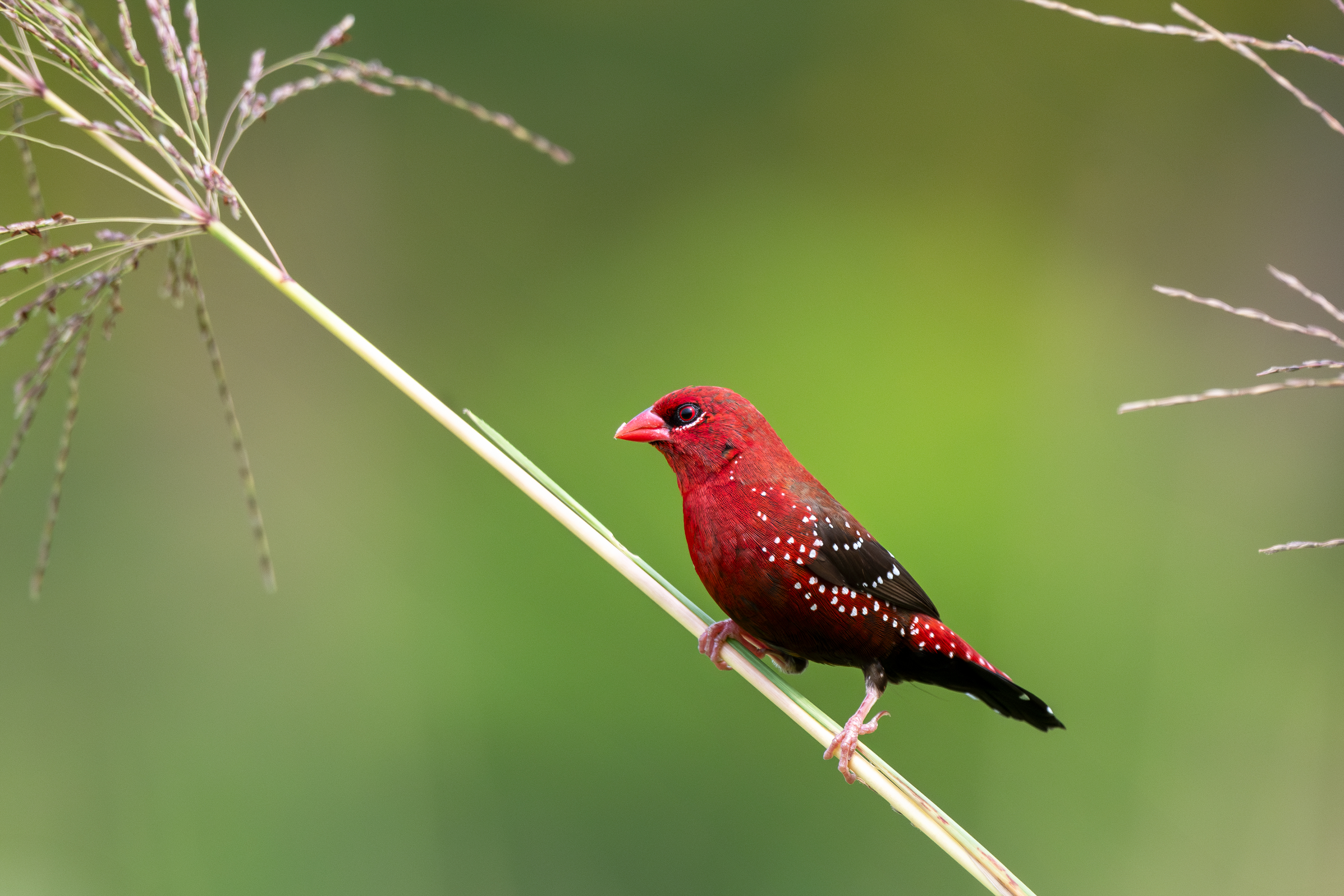
Maschio in livrea nuziale.

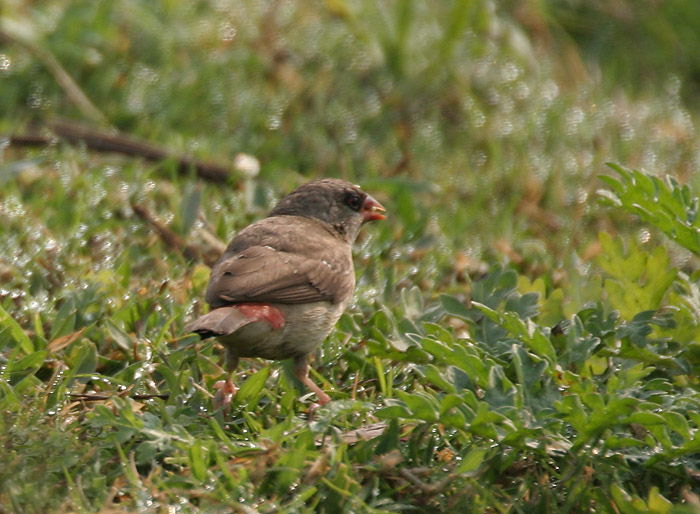
Una femmina al suolo a Calcutta.

Si tratta di uccelli dall'aspetto minuto e dal becco sottile e appuntito, di forma conica.

Durante l'anno i sessi sono piuttosto simili, presentando livrea di colore bruno-grigiastro, più scuro su ali, dorso (dove diviene bruno carico), sottocoda e coda (dove diviene nero) e più chiaro su petto e ventre, con lieve puntinatura bianca su ali e fianchi, e una banda nera che partendo dai lati del becco raggiunge l'occhio: nel maschio tuttavia i colori sono più vividi ed il codione è di colore rosso. Durante il periodo riproduttivo, invece, la colorazione del maschio diviene di un colore rosso intenso su testa, dorso, petto e fianchi, con sfumature gialline sul ventre più o meno marcate a seconda della sottospecie.

Le zampe sono di color carnicino, gli occhi sono bruno-rossicci, il becco cambia colore ciclicamente a seconda della stagione: rosso da maggio a novembre, comincia a scurirsi in dicembre fino a divenire completamente nero in aprile, salvo poi tornare nuovamente rosso. Il cambiamento della colorazione del becco è legato al numero di ore di luce, che influisce sulla secrezione ormonale tiroidea degli animali.

## Biologia

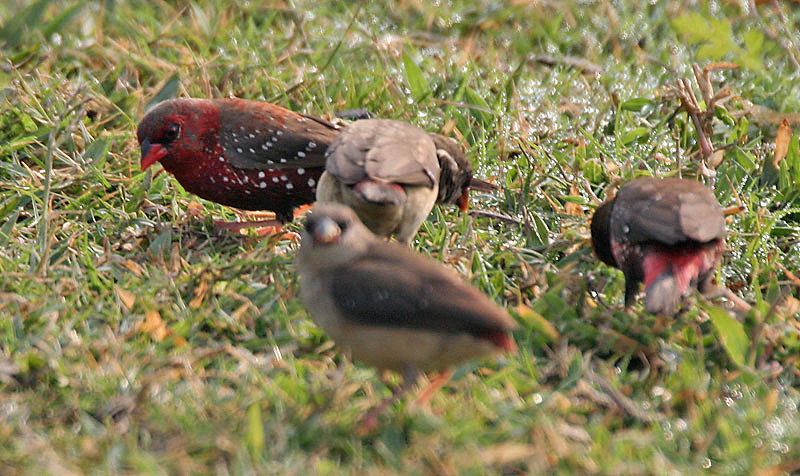
Gruppetto di bengalini al suolo.

Si tratta di uccelli che all'infuori del periodo riproduttivo tendono a riunirsi in gruppetti di poche decine di individui, che si muovono velocemente fra l'erba alta, scendendo spesso al suolo per nutrirsi, bere o fare il bagno ed immobilizzandosi in caso di pericolo, in maniera tale da mimetizzarsi con l'ambiente circostante. I vari membri del gruppo si tengono in costante contatto tramite un breve richiamo cinguettato, emesso con particolare frequenza durante il volo: durante la giornata, essi inoltre non mancano di fare interazione sociale, in particolare operazioni di grooming che vengono richieste agli altri uccelli arruffando le penne della testa: le coppie sono ben riconoscibili nell'ambito del gruppo, poiché i partner tendono a posizionarsi vicini sui posatoi, a dormire assieme e a interagire fra di loro più spesso che con gli altri membri dello stormo.

### Alimentazione
Il bengalino è un uccello principalmente granivoro, che basa la propria dieta sui semi di graminacee come panico, miglio, scagliola e niger, integrando la propria dieta durante il periodo riproduttivo con piccoli insetti, principalmente termiti.

### Riproduzione

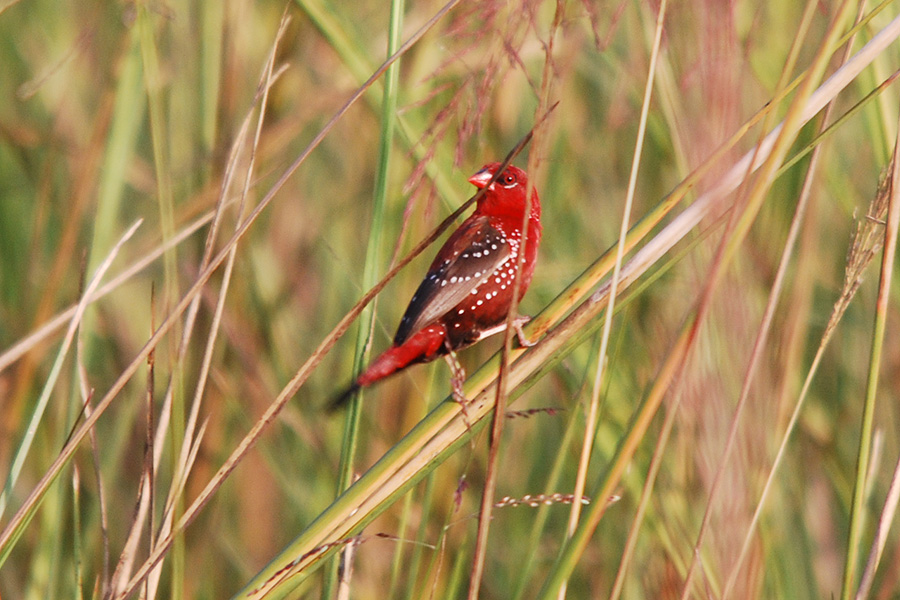
Maschio in piena livrea nuziale nel Tamil Nadu.

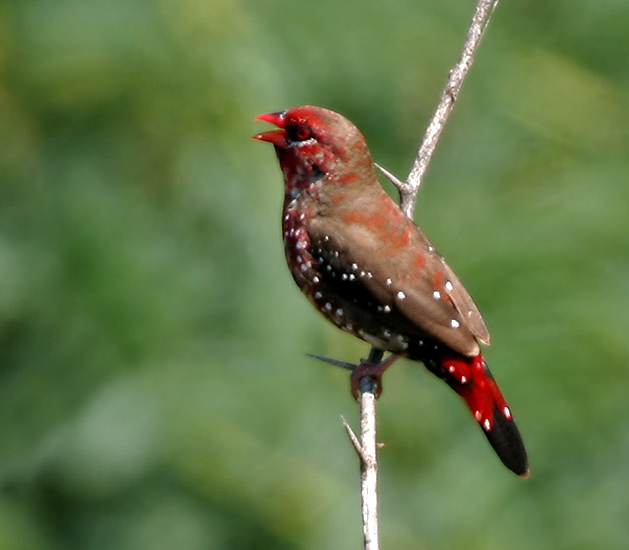
Maschio di bengalino canta per attirare la femmina.

A differenza di molte specie di estrildidi, nel bengalino è presente un periodo riproduttivo molto ben definito, che varia a seconda della zona presa in considerazione ma che coincide generalmente con la parte finale della stagione delle piogge (anche se in alcune aree, ad esempio su Flores, esso cade durante la stagione secca); con l'approssimarsi del periodo riproduttivo il maschio effettua una muta del piumaggio che lo porta ad assumere la tipica livrea nuziale prevalentemente rossa, e comincia ad emettere incessantemente il proprio canto, costituito da note basse e flautate, per conquistare la femmina.
Ambo i sessi collaborano nella costruzione del nido, che consiste in una struttura globulare costituita da rametti e fibre vegetali intrecciate ed imbottita internamente di materiale morbido, ubicata nel folto della vegetazione a poca distanza dal suolo (un metro o anche meno): al suo interno la femmina depone 4-7 uova biancastre, che cova alternandosi col maschio per 11-13 giorni. Si ha notizia di covate anche più consistenti (fino a 14 uova, forse deposte da più femmine in un unico nido), tuttavia generalmente in questi casi i soggetti non portano a termine la cova. I nidiacei, che vengono accuditi da ambedue i genitori, sono pronti per l'involo attorno alle tre settimane dalla schiusa, tuttavia essi tendono a restare nei pressi del nido (tornandovi per dormire durante la notte e chiedendo sempre più sporadicamente l'imbeccata ai genitori) per un altro mese circa.

## Stato di conservazione
Questa specie è diffusa su un areale molto ampio e le popolazioni sono numericamente stabili, per questi motivi la specie non è considerata a rischio dalla IUCN.